# Galeras del Cinaruco

Las galeras del Cinaruco son formaciones rocosas rodeadas de extensas sabanas y bosques que alcanzan hasta 250 metros en su parte más alta, y están ubicados en el municipio Pedro Camejo en el estado Apure, en el parque nacional Santos Luzardo, Venezuela.

## Origen
Las galeras del Cinaruco constituyen la forma de relieve más elevada que posee el parque nacional Santos Luzardo, las formaciones rocosas que posee este lugar son rocas cristalinas y sedimentarias del escudo guayanés que fueron siendo cubiertas por los sedimentos arcillosos de los Andes y Llanos y los sedimentos arenosos procedentes del propio granito del escudo guayanés y de la arenisca de la formación Roraima. Así las galeras vienen a ser cerros o filas montañosas aisladas o separadas por las llanuras sedimentarias típicas de la región.

## Vegetación
Este lugar posee una vegetación abundante con extensos bosques (principalmente selvas de galería y sabanas que se distribuyen alrededor de 2.300 km², incluyendo el área de sabanas que circundan a las propias galeras, en el parque nacional Cinaruco - Capanaparo. En época de lluvias el acceso es difícil debido a que las lluvias torrenciales inundan el área.